# Arjan Swinkels
Arjan Swinkels (Moergestel, 15 ottobre 1984) è un ex calciatore olandese, di ruolo difensore.
È il fratello del calciatore Ruud Swinkels.